# 广翅目

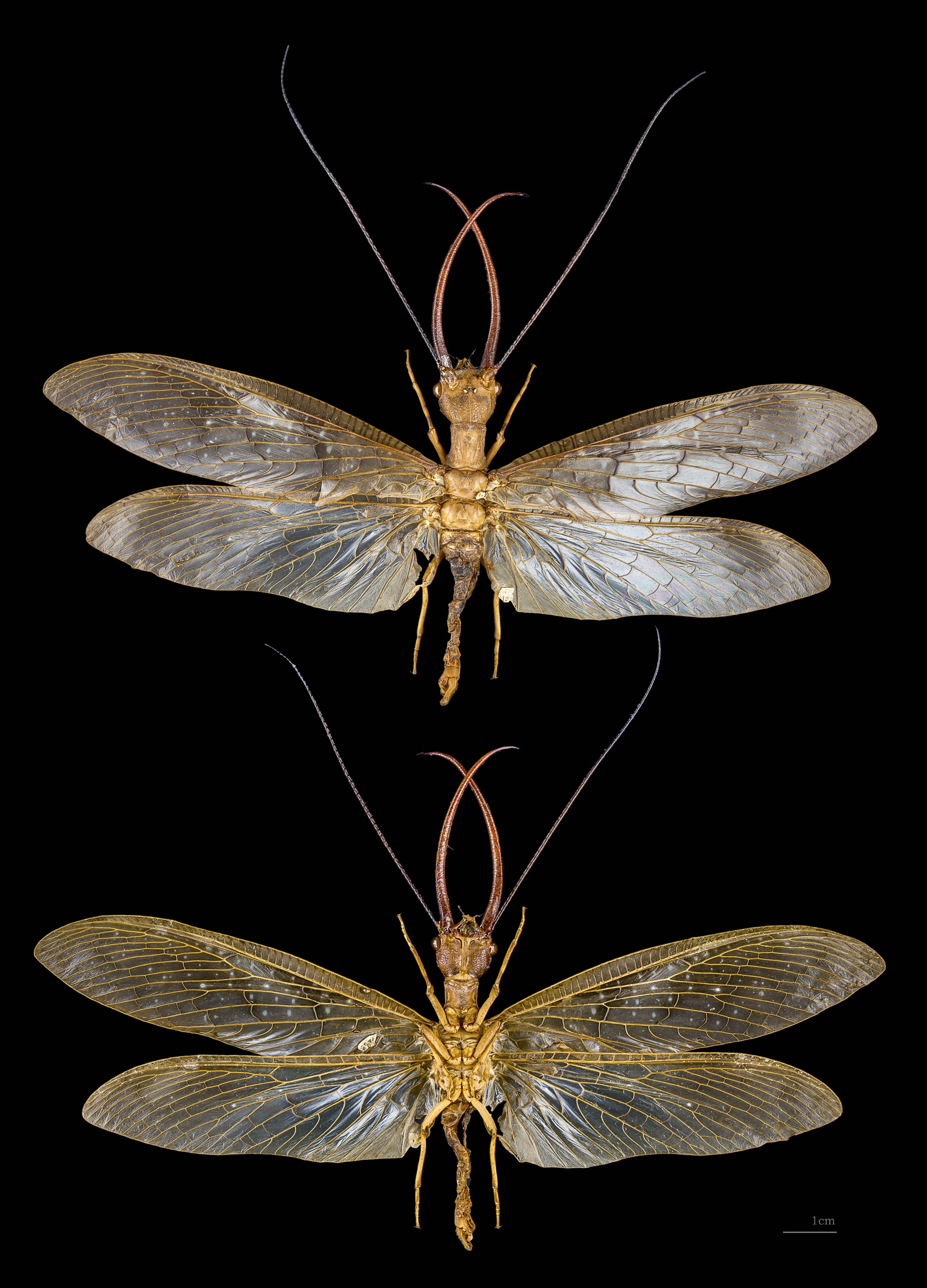
具角齒蛉（Corydalus cornutus）

广翅目（学名：Megaloptera），是昆虫纲中的一目，主要包括鱼蛉、泥蛉、齒蛉等大约300种昆虫。幼虫水栖，包括成虫都可作為淡水鱼的饵料。

## 名称
学名“Megaloptera”的词根“mega”来源于古希腊语“μέγα”——意为“大” ；“ptera”则源自“πτέρυξ”——意为“翅膀”。

## 特征
广翅目昆虫体型中至大型；咀嚼式口器，触角丝状；翅膀宽大，前、后翅相似，翅脉呈现网状；没有尾须。

## 分类
廣翅目为完全变态的内翅类昆虫，与脉翅目为姐妹群，再加上蛇蛉目即组成脉翅总目。本目旧时也曾被置于脉翅目之下称为广翅亚目。
本目包含兩個現存的科：
- 齒蛉科 (魚蛉科) Corydalidae
- 泥蛉科 Sialidae

除了這兩科外，廣翅目下還有一些只包含化石物種的已滅絕分類群。其中一些在演化樹中處於較接近基群的位置：
- †齒泥蛉屬 Corydasialis，有時被劃歸於獨立的齒泥蛉科（Corydasialidae）科之下[3]
- †准泥蛉科 Parasialidae（可能為並系群）
- †真脈魚蛉科 Euchauliodidae
- †小泥蛉科 Nanosialidae[4]